# Arthur Sullivan
Sir Arthur Seymour Sullivan, MVO (født 13. maj 1842, død 22. november 1900) var en engelsk komponist, mest kendt gennem sit samarbejde med tekstforfatteren W.S. Gilbert, med hvem han udgjorde makkerparret Gilbert og Sullivan, der skabte en række populære operetter i slutningen af 1800-tallet.
Han komponerede orkesterværker, 1 symfoni, oratorier, kantater og operaer, men hans mest kendte værker er operetten H.M.S. Pinafore, hvori den kendte "When I Was a Lad" (på dansk "Admiralens vise"), samt Mikadoen og Pirates of Penzance, hvor "Major-General's Song" synges.

## Udvalgte værker
- Symfoni (i E-dur) "irsk[flertydigt link ønskes præciseret]" (1866) - for orkester
- "HMS Pinafore" (1878) (komisk opera i to akter)
- "Mikadoen" (1885) (komisk opera)
- Piraterne fra Penzance" (1879)  (komisk opera)
- Cellokoncert (1866) - for cello og orkester
- Overture (i C-dur) "Til minde" (1866) - for orkester